# Sel double
Un sel double est un sel qui contient deux cations ou anions différents. Il est obtenu par dissolution par mélange de deux sels en quantités stœchiométriques, puis cristallisation de la solution. La cristallisation se fait dans la même structure régulière. Contrairement à un sel complexe, un sel double se dissocie complètement, dans l'eau ou dans un autre solvant, en ses ions constitutifs.

## Exemples

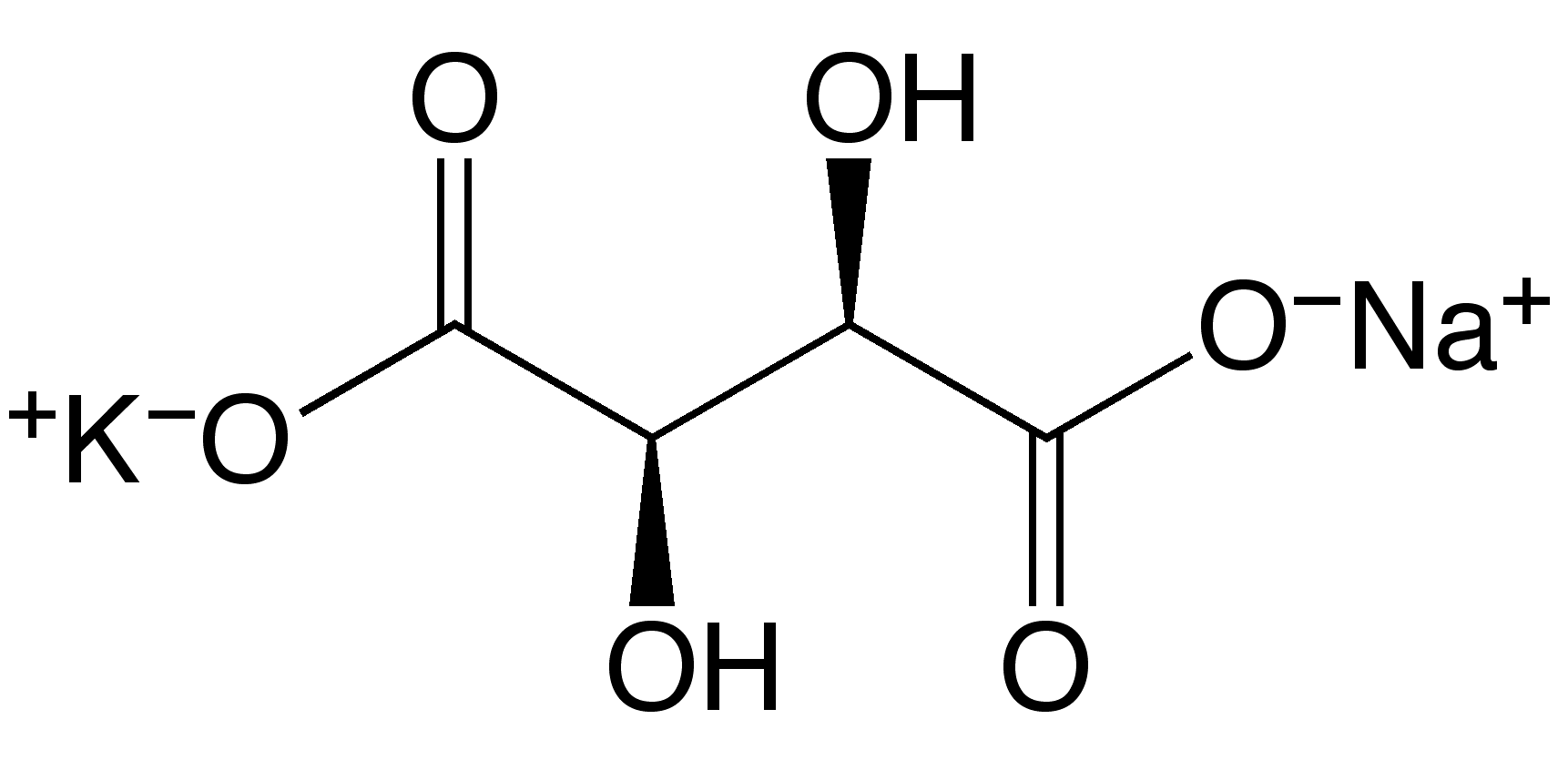
Structure du tartrate double de sodium et de potassium

- Les aluns, notamment l'alun de potassium de formule KAl(SO4)2•12H2O
- Sel de Mohr, de formule (NH4)2Fe(SO4)2•6H2O
- Sel de Seignette (tartrate double de sodium et de potassium), de formule KNaC4H4O6•4H2O, E337
- Carnallite, de formule KMgCl3•6H2O